# Muine Bheag
Muine Bheag es una localidad situada en el condado de Carlow de la provincia de Leinster (República de Irlanda), con una población en 2016 de 2837 habitantes.
Se encuentra ubicada al sureste del país, cerca del río Barrow, en la cadena de las montañas de Blackstairs.